# Хадак

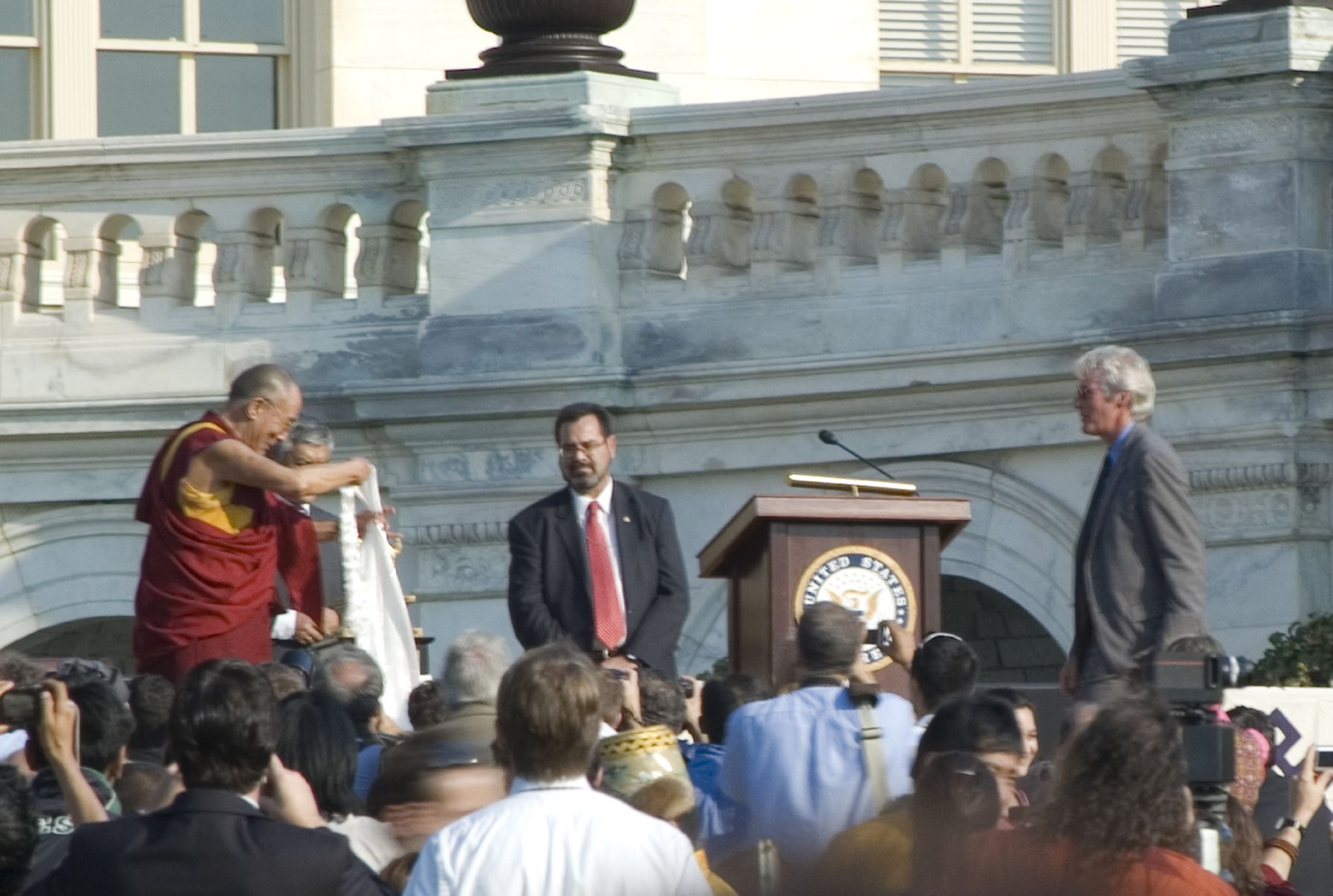
Далай-Лама дарит хадак Ричарду Гиру, 17 октября 2007 года

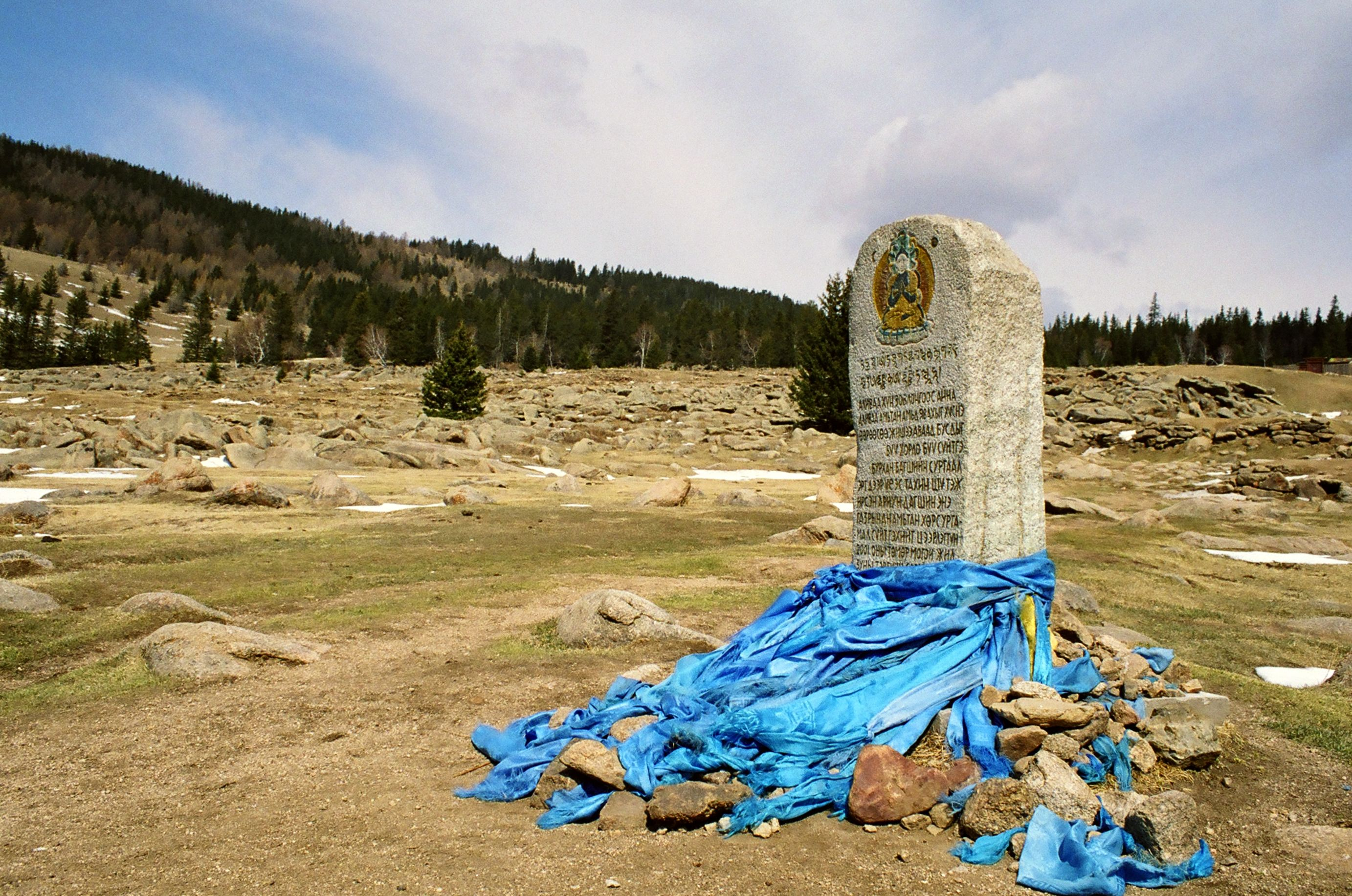
Голубые хадаки, привязанные к каменной стеле в монастыре Манзушир в Монголии

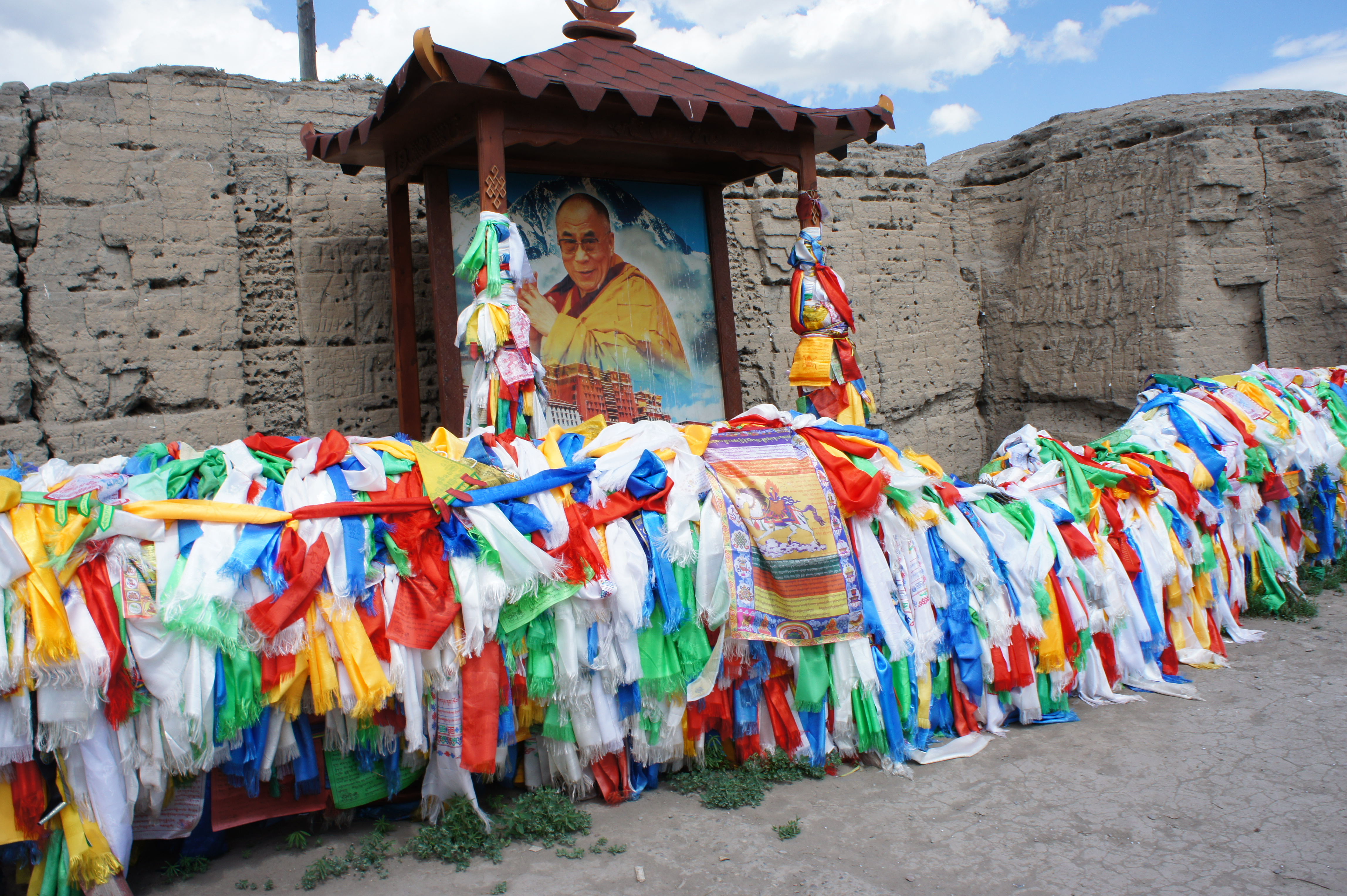
Хадаки у руин храма Устуу-Хурээ

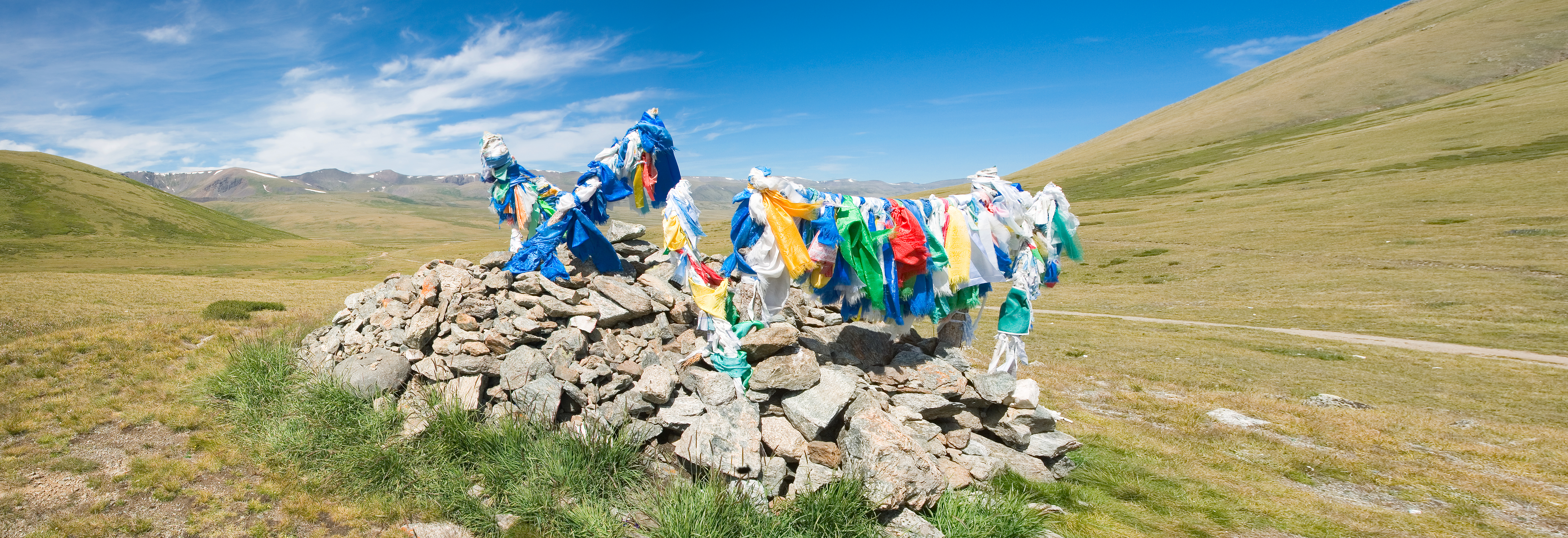
Хадаки разных цветов на перевале Бугузун между Алтаем и Тывой

Хада́к (также хата; тибет.: ཁ་བཏགས་; монг. хадаг; бур. хадаг; кит.: hada (哈达); тув.: кадак) — ритуальный длинный шарф, один из буддийских символов.
Хадак — длинный узкий платок, даримый в Монголии и Тибете в знак почтения, дружбы и благопожелания. Хадаки бывают шелковые и бумажные, жёлтого, чёрного, белого или, чаще всего, синего цвета. Длина их от 1,5 аршин до трёх маховых сажен. Посередине бывает выткано изображение разных буддийских божеств, в особенности Аюши, как покровителя долгоденствия. Хадаки бывают и короткие, не более одного аршина, с затканными цветами.
Хадак — универсальный дар. Он может быть преподнесён по любому праздничному поводу, такому как свадьба, похороны, рождение ребёнка, окончание университета, прибытие или отбытие гостей и прочее. В Тибете хадак преподносят в виде поздравления по случаю праздника, для пожелания удачи, при встрече и проводах, в качестве награды, в виде подношения ламам и святым во время молебнов, по случаю окончания строительства дома. Хадак преподносят людям, чьей помощью хотят заручиться. Тибетцы обычно желают удачи (tashi delek), когда дарят хадак.
Хадак подносят в развёрнутом виде на ладонях обеих рук, слегка придерживая сверху большими пальцами. Хадак складывается посередине, образовывая 2 слоя. Открытая сторона хадака обязательно должна быть обращена к тому, кому он преподносится — это означает, что все благие пожелания направлены уважаемому человеку. Принимают хадак также почтительно обеими руками. Принимающий должен поклониться касаясь лбом хадака, затем может накинуть хадак на шею (завязывать его на шее не принято) или сложить и убрать во внутренний карман (в былые времена убирали за пазуху дэгэла). Нельзя выбрасывать хадак вместе с мусором, это равнозначно осквернению жизненной энергии человека. Потому хадаки хранят дома на алтаре или в других местах повыше, чтобы ненароком не уронить и не затоптать. Разрешается передать хадак другому человеку или вывесить его в святых местах, повязать на дерево возле обо или бурхана.
В Тибете хадак изготовляют из неокрашенной ткани — хлопчатобумажной или шёлка. В Бурятии хадак может быть белого, синего, жёлтого или зелёного цвета. Особенно популярен голубой цвет, символизирующий небо или долголетие.
Белый хадак — символ изначальной чистоты, чистых помыслов. Белый цвет у бурят обладает особой сакральностью. Это цвет святости, благополучия.
Синий хадак обозначает Вечное синее небо у монголов и бурят, его подносят Будде и божествам. Символ гармонии, согласия и спокойствия. Он — воплощение доброты, верности, бесконечности, расположения. Этот цвет также является символом мужского начала.
Жёлтый хадак — символ плодородия, умножения и достатка, постоянства и неизменности, тепла, жизни (жёлтый — цвет веры, процветания Учения Будды).
Красный хадак — символ сохранности и безопасности, а также притягивает все благие качества. Также это цвет власти и величия. Этому цвету приписываются и целительные свойства, способность противостоять сглазу и колдовству. Символ домашнего очага.
Зелёный хадак — символ цветущей земли, благой активности, плодородия, пробуждения и устранения любых препятствий. Зелёным цветом буряты обозначали мать-землю. Символ роста и процветания.
Известно, что Далай-лама преподносит хадаки в качестве даров дипломатам, гостям или другим монахам, символизируя чистоту намерений и начало отношений.
Хадак используется как геральдический символ в гербах Монголии, Бурятии, Калмыкии, Тувы, использовался также на гербе Агинского Бурятского автономного округа.